# Faemino y Cansado

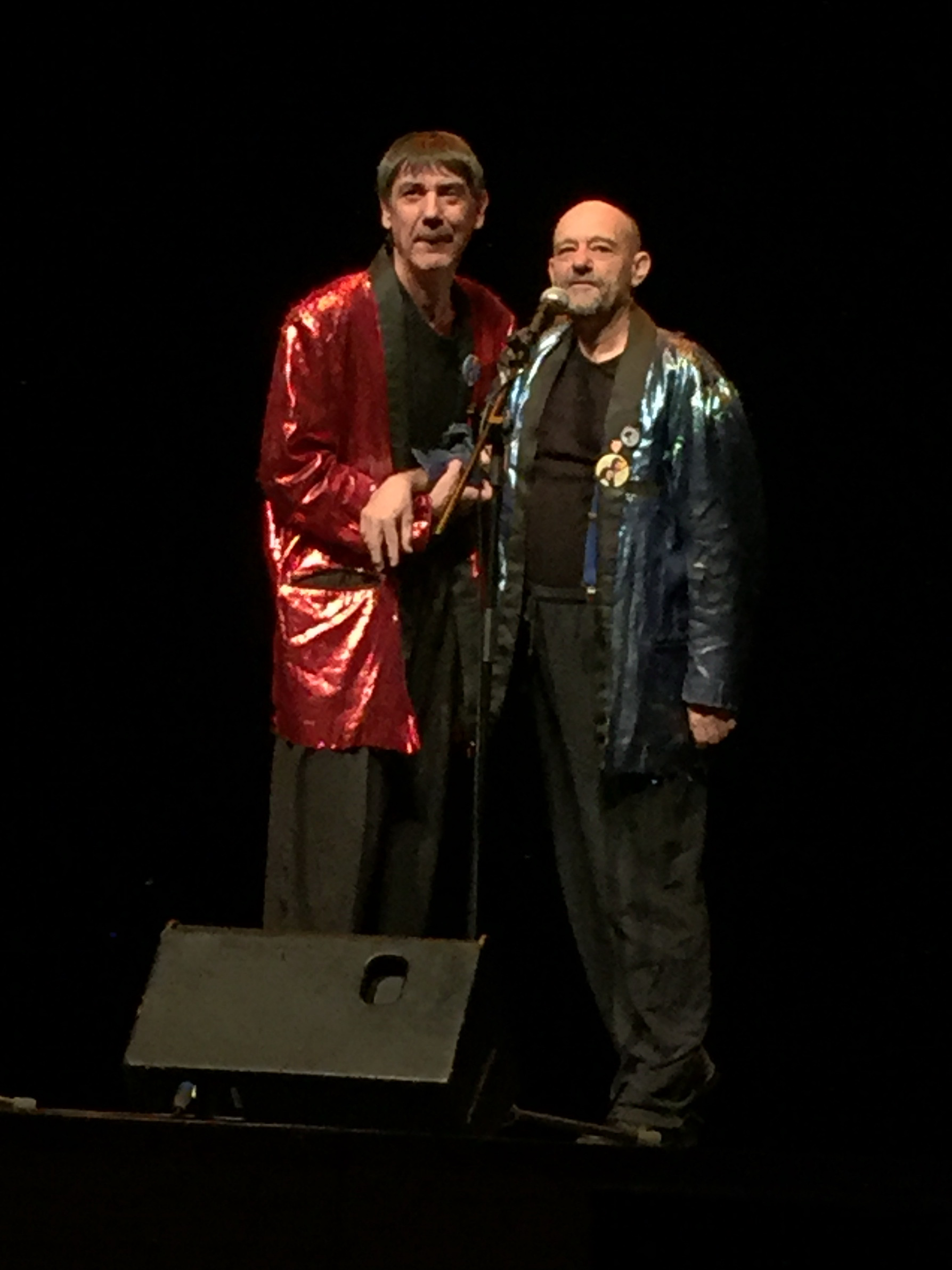
Faemino y Cansado durante un espectáculo en 2017.

Faemino y Cansado es un dúo humorístico español, compuesto por Carlos Faemino y Javier Cansado. Comenzaron su carrera en Madrid, España, con espectáculos callejeros, posteriormente en bares y teatros y continuaron con apariciones en televisión, donde contaron incluso con un programa propio.

## Componentes
Ángel Javier Pozuelo Gómez (Javier Cansado), nacido en Carabanchel (Madrid) en 1957. Escribía en la revista de su instituto y desde joven diseñaba juegos de mesa para regalar a su familia en cumpleaños. Es la parte más seria y locuaz del dúo. Está casado y tiene tres hijos. En sus inicios se daba a conocer como "Rudy Cansado".
Juan Carlos Arroyo Urbina (Carlos Faemino) nacido también en Carabanchel el 13 de marzo de 1959. Es la parte más excéntrica, surrealista y visual del grupo.
Actualmente vive con su pareja, Susana Egea.

## Historia
Se conocieron en Madrid en 1980, donde coincidieron en varios trabajos y crearon una firme amistad.

### El Retiro
Los primeros espectáculos “oficiales” los dieron al aire libre en el madrileño parque de El Retiro de Madrid, famoso por las actuaciones espontáneas de diversos artistas que allí se daban cita. Fue un domingo de septiembre de comienzos de la década de los ochenta. Ofrecieron cuatro pases esa mañana, con más luces que sombras. El verdadero motivo de aquel comienzo fue recaudar dinero para invitar a comer a sus amigos a un restaurante chino. Desde entonces acudieron regularmente a ofrecer sus espectáculos en El Retiro, donde coincidieron con humoristas como Pedro Reyes y Pablo Carbonell, en la época de mayor y mejor actividad artística del parque.
Actuaron en este escenario durante cerca de cuatro años, llegando a ofrecer espectáculos de más de dos horas de duración. Se les conoció al principio como "Los del mono rojo", (aunque su verdadero nombre artístico era Tato y Kiko, por el atuendo que llevaban por entonces). También se llamaron "Circunferencia y Paralelepípedo" y "Los hermanos Benítez". Al final de esta época pasaron a llamarse "Faemino y Cansado".

### Bares y teatros
En la época final empezaron a compaginar las actuaciones de El Retiro con espectáculos en bares de la periferia de Madrid. De ahí dieron el salto a teatros. Se les empezaba a conocer.

### La televisión
Empezaron en televisión en el programa La bola de cristal. Más tarde, en un programa gala desde Mallorca, se hicieron famosos de la noche a la mañana contando el mítico chiste del águila y posteriormente en el programa infantil Cajón desastre donde hicieron sketches memorables. Con todo esto consiguieron darse a conocer ante el gran público, hasta tal punto que tuvieron la oportunidad de realizar una serie de dieciséis programas propios de aproximadamente media hora de duración: El orgullo del tercer mundo (1993), emitidos en TVE 2. El programa se grababa en una sala de fiestas y en él empleaban una puesta en escena similar a la de sus espectáculos teatrales, sin apenas decorado y con escasa indumentaria especial. En este programa se acuñó la expresión "Qué va, qué va, qué va, yo leo a Kierkegaard", respuesta del público en un momento de uno de sus gags. Esta frase nació como respuesta a la idea de los productores del programa de que era necesario crear una frase significativa que pudiera hacerse popular. Ellos se lo tomaron a guasa y se inventaron esta expresión pensando que nunca podría calar entre la gente. Pero finalmente se hizo muy famosa y se considera su grito de guerra. Con este programa llegaron a mucha más gente y comenzaron a generar una legión de fanes, aunque el capítulo que más se vio no alcanzó el millón y medio de espectadores.
También hicieron apariciones semanales en Tele 5 en programas de variedades como Tutti Frutti, Pero ¿esto qué es? o Vip Noche con Emilio Aragón.  A partir del sketch llamado El águila en el programa Pero ¿esto qué es?, empieza a haber una mayor asistencia a Centros Culturales para verlos actuar. Con el programa El orgullo del tercer mundo sus actuaciones en teatros son seguidas masivamente por un público fiel y entusiasta desde siempre.
Tuvieron una sección en el programa Crónicas marcianas de Xavier Sardá llamada Odisea espacial.

### Vuelta a los escenarios

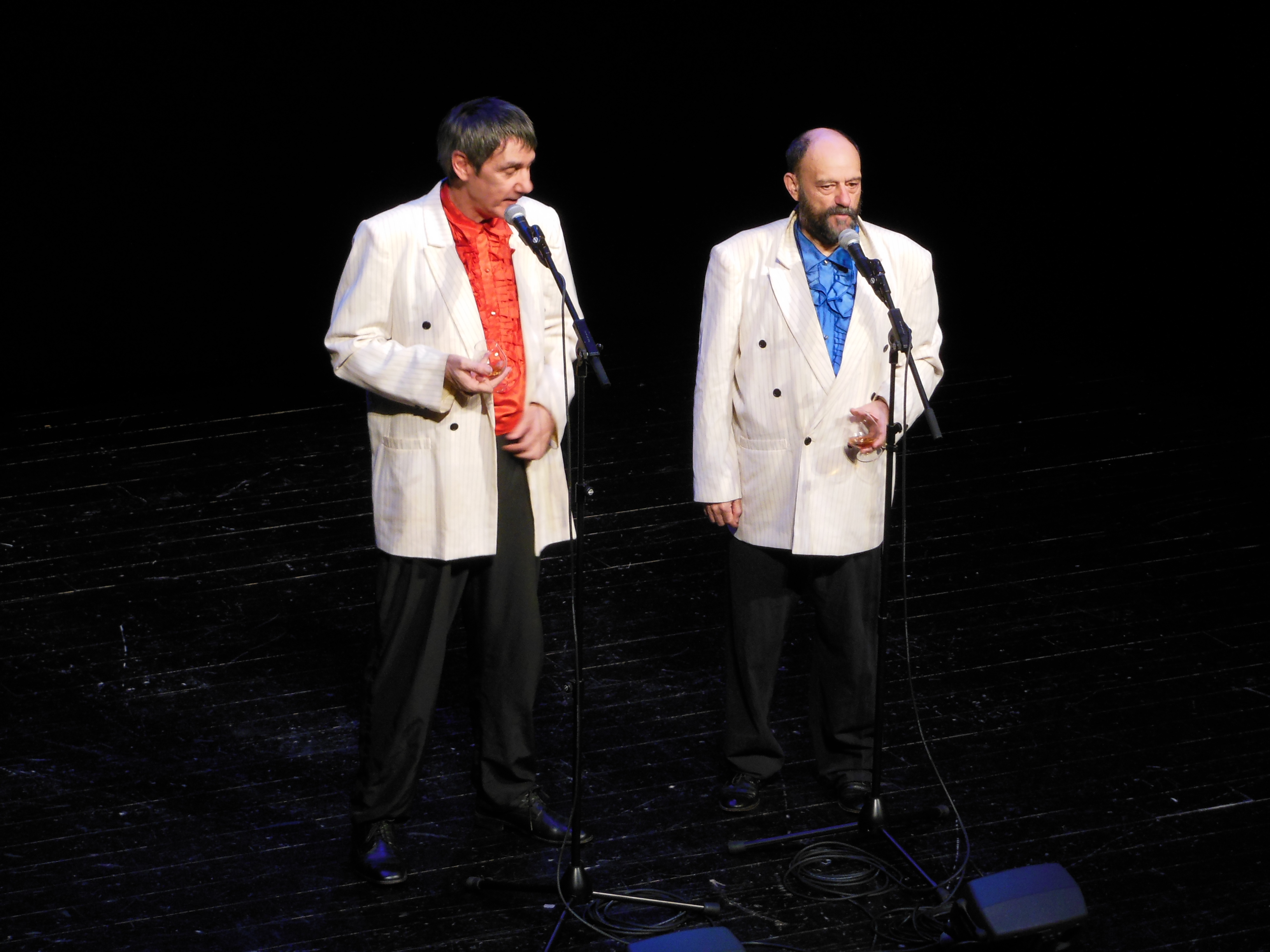
Faemino y Cansado en Santiago de Compostela, 2014.

Se cansaron del mundo televisivo por el ritmo y la tensión que les exigía el rodaje. Desde entonces han hecho apariciones esporádicas en televisión donde repiten sus programas y sketches con mucha asiduidad. Lo siguiente que grabaron para la pequeña pantalla fue una serie de vídeos para la colección "Magos del humor", con otro ritmo más pausado y con mucho control por su parte.
Desde entonces se han centrado en las actuaciones en teatros sus Fanes son Legión y cada actuación es un verdadero acontecimiento. Han hecho apariciones en medios distintos. El 10 de mayo de 2000 y junto al dibujante Alberto Calvo fueron pioneros en el mundo de los contenidos para Internet, estrenaron la plataforma  digital lamandibula.com, dentro del ya desaparecido portal canal21.com, con personajes como “Opacman, las aventuras y desventuras del superhombre que no deja pasar la luz a través de su cuerpo”, o con “El Cansamino”, un concurso de preguntas y respuestas en el que gana quien contesta de forma más surrealista a las preguntas que se le proponen. Se creó al abrigo del bum de internet de finales de los noventa y finalmente cerró pocos años después.
Han aparecido en la radio, fugazmente en el cine y recientemente han publicado dos libros sobre sus espectáculos, con sendos vídeos. También han realizado diversos trabajos separados, si bien Cansado es más activo que Faemino que mantiene una actitud más misteriosa, aunque ambos están en contacto con sus seguidores a través de las redes.
Son considerados los genios del humor absurdo y son fuente de inspiración para las nuevas generaciones.

## Estilo de humor
Sus espectáculos se componen de una sucesión de gags, generalmente sobre situaciones corrientes llevadas al absurdo. Suelen ser historias muy trabajadas y con muchos detalles. No hablan de actualidad, no realizan imitaciones, no hacen chistes sobre políticos. Apenas emplean decorado o vestimentas especiales.
Su humor también se considera surrealista porque mezclan lo sencillo y lo intelectual tratando temas atemporales. Buscan la interacción con el público, que debe entender sus juegos de palabras y dobles sentidos. De hecho, recomiendan a su público haber acabado la educación obligatoria para apreciar completamente su humor.

## Espectáculos
- Siempre perdiendo (1995)[15]
- Visto o no visto (1998)[16]
- Están aquí dentro (2002)[17]
- Cuanto más viejos más pellejos (2005)[18]
- Son Dos (2007)[19]
- Parecido no es lo mismo (2010)[20]
- ¡Como en casa, ni hablar! (2014)[21]
- ¡Quien tuvo, retuvo! (2018)[22]
- 17 veces (2021)[23]

## Televisión
- La bola de cristal (1984-1988)
- Cajón desastre (1988-1991)
- El orgullo del tercer mundo (1994)

Programas de variedades
- Tutti Frutti (1990)
- Pero ¿esto qué es? (1990)
- Vip Noche (1991-1992)
- Gala TP de Oro 1997 (1998)
- Crónicas marcianas (1998)

## Libros
- Siempre perdiendo (2002 – Editado con vídeo homónimo)
- El orgullo del tercer mundo (2003 – Editado con vídeo homónimo)

## Vídeografía
- Tres vídeos en la colección Magos del humor
- Dentro de una manada de pumas
- Siempre perdiendo (2002)
- El orgullo del tercer mundo (2003)

## Cine
- Torrente: el brazo tonto de la ley (1998)[24]

## Trabajos en solitario
Javier Cansado:
- El chispazo (radio - M80)
- La ventana (radio - Cadena SER)
- De nueve a nueve y media (radio - Cadena SER)[25]
- Airbag (cine - 1997)
- No lo llames amor, llámalo X (cine - 2011)[26]
- Cómo acabar con los libros de cómo (libro - 1992 AEPI Colección Obra Guasa) (como Rudy Cansado)[27]
- Ilustres ignorantes (televisión - Canal Plus) (Desde noviembre de 2008)[28]
- A vivir que son dos días (radio - Cadena SER)

Carlos Faemino:
- "Soy un nenúfar solitario" (canción con Pepín Tre del disco 18 boleros chulos)[29]
- Con el nombre de Rafa Corega realiza diversos videoclips humorísticos y exhibe una mente prolífica entreteniendo a sus seguidores con chistes gráficos diarios que a menudo se convierten en memes que la gente se intercambia a través de los celulares.[30]

## Premios y reconocimientos
- Premio de Honor Berlanga (2023).[31]